# Amaelle Guiton
Pour les articles homonymes, voir Guiton.
Amaelle Guiton, née en 1976, est une journaliste française de radio, du web et de la presse écrite. Elle est spécialiste des questions du numérique.

## Parcours
Nancéienne née en 1976, elle étudie à Sciences-Po, puis est employée au secrétariat de rédaction dans plusieurs postes de presse écrite. Elle commence une carrière d'animatrice radio, d'abord dans une station associative musicale, ensuite à Radio Nova, et enfin au Mouv' à partir de 2009. Elle en anime la matinale de 2011 à 2013,. Elle tient ensuite le blog Techn0polis et enseigne la protection des communications numériques auprès d'écoles de journalisme comme d'ONG.
Elle écrit pour Slate, puis devient journaliste à Libération en janvier 2015,. Elle est particulièrement spécialiste des questions du numérique et de la cybersécurité. Elle est « passionnée par les effets politiques des mutations numériques, les enjeux liés à la vie privée et à la protection des données ». Elle est, en 2019, présidente de la Société des journalistes et personnels du quotidien Libération.
Elle intervient régulièrement dans plusieurs émissions de France Culture.

## Publications
Elle publie en 2013 un ouvrage sur les hackers,,.